# Chludowo (przystanek kolejowy)
Chludowo – przystanek kolejowy we wsi Chludowo, leżący na linii kolejowej nr 354 Poznań POD – Piła Główna. W pobliżu dworca znajduje się przystanek ZKP Suchy Las do którego kursuje autobus 905 (Chludowo – Poznań dworzec autobusowy PKS).

## Ruch pasażerski
| Rok  | Wymiana pasażerska na dobę |
| ---- | -------------------------- |
| 2017 | 10-19                      |
| 2022 | 100-199                    |

## Połączenia
- Chodzież
- Kołobrzeg
- Koszalin
- Piła Główna
- Poznań Główny